# Radersdorf (Unterbernbach)
Radersdorf ist ein Gemeindeteil des Marktes Kühbach im Landkreis Aichach-Friedberg.
Der Ort mit der topografischen Angabe Weiler liegt auf der Gemarkung Unterbernbach und ist nicht identisch mit dem Kühbacher Gemeindeteil Radersdorf auf der Gemarkung Haslangkreit.

## Geschichte
Radersdorf war ursprünglich ein Gemeindeteil der Gemeinde Unterbernbach und kam bei deren Auflösung am 1. Januar 1978 zum Markt Kühbach. Die Bahnstation Radersdorf lag im Gemeindegebiet von Unterbernbach, weshalb der Ort des Bahnhofs so wie das naheliegende Dorf Radersdorf in der Gemeinde Haslangkreit ebenfalls Radersdorf genannt wurde. Am 1. Januar 1978 kam über die Auflösung der Gemeinde Haslangkreit auch deren Gemeindeteil Radersdorf zum Markt Kühbach.
Einwohnerentwicklung
| Jahr          | 1871 | 1925 | 1950 | 1970 | 1987  |
| Einwohnerzahl | 0    | 26   | 37   | 17   | 23    |
| Quelle        |      |      |      |      | [ 6 ] |